# Шамалія
Шамалія (рум. Șamalia) — село в Кантемірському районі Молдови. Утворює окрему комуну.